# Źródła Mojżesza
Źródła Mojżesza (arab. عيون موسى trl. Uyūn Mūsá, trb. Ujun Musa) – oaza z gorącymi źródłami w południowo-wschodniej części muhafazy Suez, na półwyspie Synaj, nad brzegiem Zatoki Sueskiej Morza Czerwonego w Egipcie, ok. 15 km na południowy wschód od Suezu.

## Miejscowość
W czasie spisu ludności przeprowadzonego w 1937 oazę zamieszkiwało 325 beduinów.
Około 3 km na północ od źródeł stoi Military Touristic Memorial of Ain Musa – pomnik i muzeum upamiętniające militarne sukcesy Egipcjan w czasie wojny z Izraelem.